# یواس‌اس اس‌سی-۳
یواس‌اس اس‌سی-۳ (به انگلیسی: USS SC-3) یک زیردریایی بود که طول آن ۱۱۰ فوت (۳۴ متر) بود. این زیردریایی در سال ۱۹۱۸ ساخته شد.